# Twierdzenie Diestela-Faires
Twierdzenie Diestela-Faires – twierdzenie w teorii przestrzeni Banacha autorstwa Josepha Diestela i Barbary Faires mówiące, że jeżeli {\displaystyle {\mathfrak {F}}} jest ciałem zbiorów, E jest przestrzenią Banacha oraz
{\displaystyle \mu \colon {\mathfrak {F}}\to E}
jest miarą wektorową o ograniczonym półwahaniu, to w przypadku, gdy {\displaystyle \mu } nie jest silnie addytywna, istnieje taki różnowartościowy operator liniowy i ciągły
{\displaystyle T\colon c_{0}\to E}
o domkniętym obrazie oraz taka rodzina zbiorów parami rozłącznych {\displaystyle \{A_{n}\colon n=1,2,\dots \}\subseteq {\mathfrak {F}},} że
{\displaystyle \mu (A_{n})=Te_{n}.}
W przypadku, gdy {\displaystyle {\mathfrak {F}}} jest σ-ciałem, to przestrzeń {\displaystyle c_{0}} można zastąpić przestrzenią {\displaystyle \ell _{\infty }.}